# Oscar de melhor design de produção
O Oscar de melhor design de produção reconhece as conquistas na direção de arte de um filme. O nome original da categoria era Melhor Direção de Arte, mas foi alterado para seu nome atual em 2012 para o 85.º Oscar. Esta alteração resultou da renomeação da subdivisão de Diretor de Arte da Academy of Motion Picture Arts and Scientes (AMPAS) para a subdivisão de Designer. Desde 1947, o prêmio é compartilhado com o(s) decorador(es) de cenário. É premiado ao melhor design de interior em um filme.
Em 1933 não houve entrega dos prêmios Oscar, que foram entregues duas vezes em 1930 (em abril, referente aos filmes produzidos entre 2 de agosto de 1928 e 31 de julho de 1929, e em novembro, referente aos filmes produzidos entre [1.º de agosto de 1929 e 31 de julho de 1930); em 1931 (em novembro, referente aos filmes produzidos entre 1.º de agosto de 1930 e 31 de julho de 1931); em 1932 (em novembro, referente aos filmes produzidos entre 1.º de agosto de 1931 e 31 de julho de 1932); e em 1934 (em março, referente aos filmes produzidos entre 1.º de agosto de 1932 e 31 de dezembro de 1933).
De 1941 a 1957, o Oscar de melhor direção de arte passou a ser entregue aos filmes em preto-e-branco e coloridos, separadamente. A partir de 1958, a  categoria voltou a ser reunida num prêmio único. A partir de 1960, ela foi novamente dividida em duas, com prêmios separados para filmes coloridos e filmes em preto-e-branco. Finalmente, em 1968, os prêmios foram mais uma vez reunidos numa única categoria.

## Vencedores e indicados
Observação
O ano indicado no artigo refere-se ao ano em que ocorreu a entrega do prêmio, na maioria das vezes relativo a filme produzido no ano anterior.

### Década de 1920
| Ano                           | Filme                   | Decorador Interno |
| ----------------------------- | ----------------------- | ----------------- |
| 1929                          |                         |                   |
| The Dove                      | William Cameron Menzies |                   |
| Tempest                       | William Cameron Menzies |                   |
| Seventh Heaven                | Harry Oliver            |                   |
| Sunrise: A Song of Two Humans | Rochus Gliese           |                   |

### Década de 1930
| Ano                          | Filme                                        | Decorador Interno |
| ---------------------------- | -------------------------------------------- | ----------------- |
| 1930                         |                                              |                   |
| The Bridge of San Luis Rey   | Cedric Gibbons                               |                   |
| Dynamite                     | Mitchell Leisen                              |                   |
| Alibi                        | William Cameron Menzies                      |                   |
| The Awakening                | William Cameron Menzies                      |                   |
| The Patriot                  | Hans Dreier                                  |                   |
| Street Angel                 | Harry Oliver                                 |                   |
| 1930                         |                                              |                   |
| King of Jazz                 | Herman Rosse                                 |                   |
| Bulldog Drummond             | William Cameron Menzies                      |                   |
| The Love Parade              | Hans Dreier                                  |                   |
| Sally                        | Jack Okey                                    |                   |
| The Vagabond King            | Hans Dreier                                  |                   |
| 1931                         |                                              |                   |
| Cimarron                     | Max Rée                                      |                   |
| Just Imagine                 | Stephen Goosson Ralph Hammeras               |                   |
| Morocco                      | Hans Dreier                                  |                   |
| Svengali                     | Anton Grot                                   |                   |
| Whoopee!                     | Richard Day                                  |                   |
| 1932                         |                                              |                   |
| Transatlantic                | Gordon Wiles                                 |                   |
| À Nous la Liberté            | Lazare Meerson                               |                   |
| Arrowsmith                   | Richard Day                                  |                   |
| 1934                         |                                              |                   |
| Cavalcade                    | William S. Darling                           |                   |
| A Farewell to Arms           | Roland Anderson Hans Dreier                  |                   |
| When Ladies Meet             | Cedric Gibbons                               |                   |
| 1935                         |                                              |                   |
| The Merry Widow              | Cedric Gibbons Fredric Hope                  |                   |
| The Gay Divorcee             | Carroll Clark Van Nest Polglase              |                   |
| The Affairs of Cellini       | Richard Day                                  |                   |
| 1936                         |                                              |                   |
| The Dark Angel               | Richard Day                                  |                   |
| The Lives of a Bengal Lancer | Roland Anderson Hans Dreier                  |                   |
| Top Hat                      | Carroll Clark Van Nest Polglase              |                   |
| 1937                         |                                              |                   |
| Dodsworth                    | Richard Day                                  |                   |
| Anthony Adverse              | Anton Grot                                   |                   |
| The Great Ziegfeld           | Cedric Gibbons Eddie Imazu Edwin B. Willis   |                   |
| Lloyd's of London            | William S. Darling                           |                   |
| The Magnificent Brute        | Albert S. D'Agostino Jack Otterson           |                   |
| Romeo and Juliet             | Cedric Gibbons Frederic Hope Edwin B. Willis |                   |
| Winterset                    | Perry Ferguson                               |                   |
| 1938                         |                                              |                   |
| Lost Horizon                 | Stephen Goosson                              |                   |
| Conquest                     | Cedric Gibbons William A. Horning            |                   |
| A Damsel in Distress         | Carroll Clark                                |                   |
| Dead End                     | Richard Day                                  |                   |
| Every Day's a Holiday        | Wiard Ihnen                                  |                   |
| The Life of Emile Zola       | Anton Grot                                   |                   |
| Manhattan Merry-Go-Round     | John Victor Mackay                           |                   |
| The Prisoner of Zenda        | Lyle R. Wheeler                              |                   |
| Souls at Sea                 | Roland Anderson Hans Dreier                  |                   |
| Vogues of 1938               | Alexander Toluboff                           |                   |
| Wee Willie Winkie            | William S. Darling David S. Hall             |                   |
| You're a Sweetheart          | Jack Otterson                                |                   |
| 1939                         |                                              |                   |
| The Adventures of Robin Hood | Carl Jules Weyl                              |                   |
| The Adventures of Tom Sawyer | Lyle R. Wheeler                              |                   |
| Alexander's Ragtime Band     | Bernard Herzbrun Boris Leven                 |                   |
| Algiers                      | Alexander Toluboff                           |                   |
| Carefree                     | Van Nest Polglase                            |                   |
| The Goldwyn Follies          | Richard Day                                  |                   |
| Holiday                      | Lionel Banks Stephen Goosson                 |                   |
| If I Were King               | Hans Dreier John B. Goodman                  |                   |
| Mad About Music              | Jack Otterson                                |                   |
| Marie Antoinette             | Cedric Gibbons                               |                   |
| Merrily We Live              | Charles D. Hall                              |                   |

### Década de 1940
| Ano                                      | Filme                             | Decorador Interno |
| ---------------------------------------- | --------------------------------- | ----------------- |
| 1940                                     |                                   |                   |
| Gone with the Wind                       | Lyle R. Wheeler                   |                   |
| Beau Geste                               | Hans Dreier Robert Odell          |                   |
| Captain Fury                             | Charles D. Hall                   |                   |
| First Love                               | Martin Obzina Jack Otterson       |                   |
| Love Affair                              | Alfred Herman Van Nest Polglase   |                   |
| Man of Conquest                          | John Victor Mackay                |                   |
| Mr. Smith Goes to Washington             | Lionel Banks                      |                   |
| The Private Lives of Elizabeth and Essex | Anton Grot                        |                   |
| The Rains Came                           | William S. Darling George Dudley  |                   |
| Stagecoach                               | Alexander Toluboff                |                   |
| The Wizard of Oz                         | Cedric Gibbons William A. Horning |                   |
| Wuthering Heights                        | James Basevi                      |                   |

- 1941 – preto-e-branco – Cedric Gibbons e Paul Groesse por Pride and Prejudice
  - Indicados:Hans Dreier e Robert Usher por Arise, My Love

Lionel Banks e Robert Peterson por Arizona
John Otterson por The Boys from Syracuse
John Victor Mackay por Dark Command
Alexander Golitzen por Foreign Correspondent
Richard Day e Joseph C. Wright por Lillian Russell
Van Nest Polglase e Mark-Lee Kirk por My Favorite Wife
John DuCasse Schulze por My Son, My Son!
Lewis J. Rachmil por Our Town
Lyle Wheeler por Rebecca
Anton Grot  por The Sea Hawk
James Basevi por The Westerner
- 1941 – cor – Vincent Korda por The Thief of Bagdad
  - Indicados: Cedric Gibbons e John S. Detlie por Bitter Sweet

Richard Day e Joseph C. Wright por Down Argentine Way
Hans Dreier e Roland Anderson por North West Mounted Police
- 1942 – preto-e-branco – Richard Day, Nathan Juran e Thomas Little por How Green Was My Valley
  - Indicados: Perry Ferguson, Van Nest Polglase, Al Fields e Darrell Silvera por Citizen Kane

Martin Obzina, Jack Otterson e Russell A. Gausman por The Flame of New Orleans
Hans Dreier, Robert Usher e Samuel M. Comer por Hold Back the Dawn
Lionel Banks e George Montgomery por Ladies in Retirement
Stephen Goosson e Howard Bristol por The Little Foxes
John Hughes e Fred MacLean por Sergeant York
John DuCasse Schultze e Edward G. Boyle por The Son of Monte Cristo
Alexander Golitzen e Richard Irvine por Sundown
Vincent Korda e Julia Heron por That Hamilton Woman!
Cedric Gibbons, Randall Duell e Edwin B. Willis por When Ladies Meet
- 1942 – cor – Cedric Gibbons, Urie McCleary e Edwin B. Willis por Blossoms in the Dust
  - Indicados: Richard Day, Joseph C. Wright e Thomas Little por Blood and Sand

Raoul Pene Du Bois e Stephen A. Seymour por Louisiana Purchase
- 1943 – preto-e-branco – Richard Day, Joseph Wright e Thomas Little por This Above All
  - Indicados: Max Parker, Mark-Lee Kirk e Casey Roberts por George Washington Slept Here

Albert S. D'Agostino, Al Fields e Darrell Silvera por The Magnificent Ambersons
Perry Ferguson e Howard Bristol por The Pride of the Yankees
Cedric Gibbons, Randall Duell, Edwin B. Willis e Jack Moore por Random Harvest
Boris Leven por The Shanghai Gesture
Ralph Berger e Emile Kuri por Silver Queen
John B. Goodman, Jack Otterson, Russell A. Gausman e Edward R. Robinson por The Spoilers (1942)
Hans Dreier, Roland Anderson e Samuel M. Comer por Take a Letter, Darling
Lionel Banks, Rudolph Sternad e Fay Babcock por The Talk of the Town
- 1943 – cor – Richard Day, Joseph Wright e Thomas Little por My Gal Sal
  - Indicados: Alexander Golitzen, Jack Otterson, Russell A. Gausman e Ira S. Webb por Arabian Nights

Ted Smith e Casey Roberts por Captains of the Clouds
Vincent Korda e Julia Heron por Jungle Book
Hans Dreier, Roland Anderson e George Sawley por Reap the Wild Wind
- 1944 – preto-e-branco – James Basevi, William Darling e Thomas Little por The Song of Bernadette
  - Indicados: Hans Dreier, Ernst Fegte e Bertram Granger por Five Graves to Cairo

Albert S. D'Agostino, Carroll Clark, Darrell Silvera e Harley Miller por Flight for Freedom
Cedric Gibbons, Paul Groesse, Edwin B. Willis e Hugh Hunt por Madame Curie
Carl Weyl e George J. Hopkins por Mission to Moscow
Perry Ferguson e Howard Bristol por The North Star
- 1944 – cor – Alexander Golitzen, John B. Goodman, Russell A. Gausman e Ira S. Webb por Phantom of the Opera
  - Indicados: Hans Dreier, Haldane Douglas e Bertram Granger por For Whom the Bell Tolls

James Basevi, Joseph C. Wright e Thomas Little por The Gang's All Here
John Hughes, John Koenig e George J. Hopkins por This Is the Army
Cedric Gibbons, Daniel Cathcart, Edwin B. Willis e Jacques Mersereau por Thousands Cheer
- 1945 – preto-e-branco – Cedric Gibbons, William Ferrari, Paul Huldschinsky e Edwin B. Willis por Gaslight
  - Indicados: Lionel Banks, Walter Holscher e Joseph Kish por Address Unknown

John J. Hughes e Fred MacLean por The Adventures of Mark Twain
Perry Ferguson e Julia Heron por Casanova Brown
Lyle Wheeler, Leland Fuller e Thomas Little por Laura
Hans Dreier, Robert Usher e Samuel M. Comer por No Time for Love
Mark-Lee Kirk e Victor A. Gangelin por Since You Went Away
Albert S. D'Agostino, Carroll Clark, Darrell Silvera e Claude Carpenter por Step Lively
- 1945 – cor – Wiard Ihnen e Thomas Little por Wilson
  - Indicados: John B. Goodman, Alexander Golitzen, Russell A. Gausman e Ira S. Webb por The Climax

Lionel Banks, Cary Odell e Fay Babcodk por Cover Girl
Charles Novi e Jack McConaghy por The Desert Song
Cedric Gibbons, Daniel B. Cathcart, Edwin B. Willis e Richard Pefferle por Kismet
Hans Dreier, Raoul Pene du Bois e Ray Moyer por Lady in the Dark
Ernst Fegte e Howard Bristol por The Princess and the Pirate
- 1946 – preto-e-branco – Wiard Ihnen e A. Roland Fields por Blood on the Sun
  - Indicados: Albert S. D'Agostino, Jack Okey, Darrell Silvera e Claude Carpenter por Experiment Perilous

James Basevi, William Darling, Thomas Little e Frank E. Hughes por The Keys of the Kingdom
Hans Dreier, Roland Anderson, Samuel M. Comer e Ray Moyer por Love Letters
Cedric Gibbons, Hans Peters, Edwin B. Willis, John Bonar e Hugh Hunt por The Picture of Dorian Gray
- 1946 – cor – Hans Dreier, Ernst Fegte e Samuel M. Comer por Frenchman's Creek
  - Indicados: Lyle Wheeler, Maurice Ransford e Thomas Little por Leave Her to Heaven

Cedric Gibbons, Urie McCleary, Edwin B. Willis e Mildred Griffiths por National Velvet
Ted Smith e Jack McConaghy por San Antonio
Stephen Goosson, Rudolph Sternad e Frank Tuttle por A Thousand and One Nights
- 1947 – preto-e-branco – William Darling, Lyle Wheeler, Thomas Little e Frank E. Hughes por Anna and the King of Siam
  - Indicados: Hans Dreier, Walter Tyler, Samuel M. Comer e Ray Moyer por Kitty

Richard Day, Nathan Juran, Thomas Little e Paul S. Fox por The Razor's Edge
- 1947 – cor – Cedric Gibbons, Paul Groesse e Edwin B. Willis por The Yearling
  - Indicados: John Bryan por Caesar and Cleopatra

Paul Sheriff e Carmen Dillon por Henry V
- 1948 – preto-e-branco – John Bryan e Wilfred Shingleton por Great Expectations
  - Indicados: Lyle Wheeler, Maurice Ransford, Thomas Little e Paul S. Fox or The Foxes of Harrow
- 1948 – cor – Alfred Junge por Black Narcissus
  - Indicados: Robert M. Haas e George James Hopkins por Life with Father
- 1949 – preto-e-branco – Roger K. Furse e Carmen Dillon por Hamlet
  - Indicados: Robert Haas e William Wallace por Johnny Belinda
- 1949 – cor – Hein Heckroth e Arthur Lawson por The Red Shoes
  - Indicados: Richard Day, Edwin Casey Roberts e Joseph Kish por Joan of Arc

### Década de 1950
| Ano                   | Filme                                               | Diretor(es) de Arte                                                | Decorador(es)                                               |
| --------------------- | --------------------------------------------------- | ------------------------------------------------------------------ | ----------------------------------------------------------- |
| 1950                  | Preto e branco                                      | Preto e branco                                                     | Preto e branco                                              |
| 1950                  | The Heiress                                         | Harry Horner John Meehan                                           | Emile Kuri                                                  |
| 1950                  | Come to the Stable                                  | Lyle R. Wheeler Joseph C. Wright                                   | Paul S. Fox Thomas Little                                   |
| 1950                  | Madame Bovary                                       | Cedric Gibbons Jack Martin Smith                                   | Richard Pefferle Edwin B. Willis                            |
| 1950                  | Colorido                                            |                                                                    |                                                             |
| 1950                  | Little Women                                        | Cedric Gibbons Paul Groesse                                        | Jack D. Moore Edwin B. Willis                               |
| 1950                  | Adventures of Don Juan                              | Edward Carrere                                                     | Lyle Reifsnider                                             |
| 1950                  | Saraband for Dead Lovers                            | William Kellner Jim Morahan                                        | Michael Relph                                               |
| 1951                  | Preto e branco                                      | Preto e branco                                                     | Preto e branco                                              |
| 1951                  | Sunset Boulevard                                    | Hans Dreier John Meehan                                            | Samuel M. Comer Ray Moyer                                   |
| 1951                  | All About Eve                                       | George Davis Lyle R. Wheeler                                       | Thomas Little Walter M. Scott                               |
| 1951                  | The Red Danube                                      | Cedric Gibbons Hans Peters                                         | Hugh Hunt Edwin B. Willis                                   |
| 1951                  | Colorido                                            |                                                                    |                                                             |
| 1951                  | Samson and Delilah                                  | Hans Dreier Walter H. Tyler                                        | Samuel M. Comer Ray Moyer                                   |
| 1951                  | Annie Get Your Gun                                  | Cedric Gibbons Paul Groesse                                        | Richard Pefferle Edwin B. Willis                            |
| 1951                  | Destination Moon                                    | Ernst Fegté                                                        | George Sawley                                               |
| 1952                  | Preto e branco                                      | Preto e branco                                                     | Preto e branco                                              |
| 1952                  | A Streetcar Named Desire                            | Richard Day                                                        | George Hopkins                                              |
| 1952                  | Fourteen Hours                                      | Leland Fuller Lyle R. Wheeler                                      | Thomas Little Fred J. Rode                                  |
| 1952                  | House on Telegraph Hill                             | John DeCuir Lyle R. Wheeler                                        | Paul S. Fox Thomas Little                                   |
| 1952                  | La Ronde                                            | Jean d'Eaubonne                                                    | —                                                           |
| 1952                  | Too Young to Kiss                                   | Cedric Gibbons Paul Groesse                                        | Jack D. Moore Edwin B. Willis                               |
| 1952                  | Colorido                                            |                                                                    |                                                             |
| 1952                  | An American in Paris                                | E. Preston Ames Cedric Gibbons                                     | F. Keogh Gleason Edwin B. Willis                            |
| 1952                  | David and Bathsheba                                 | George Davis Lyle R. Wheeler                                       | Paul S. Fox Thomas Little                                   |
| 1952                  | On the Riviera                                      | Leland Fuller Lyle R. Wheeler                                      | Thomas Little Walter M. Scott                               |
| 1952                  | Quo Vadis                                           | Edward Carfagno Cedric Gibbons William A. Horning                  | Hugh Hunt                                                   |
| 1952                  | The Tales of Hoffmann                               | Hein Heckroth                                                      | —                                                           |
| 1953                  | Preto e branco                                      | Preto e branco                                                     | Preto e branco                                              |
| 1953                  | The Bad and the Beautiful                           | E. Preston Ames Cedric Gibbons                                     | F. Keogh Gleason Edwin B. Willis                            |
| 1953                  | Carrie                                              | Roland Anderson Hal Pereira                                        | Emile Kuri                                                  |
| 1953                  | My Cousin Rachel                                    | John DeCuir Lyle R. Wheeler                                        | Walter M. Scott                                             |
| 1953                  | Rashōmon 羅生門                                     | So Matsuyama                                                       | H. Matsumoto                                                |
| 1953                  | Viva Zapata!                                        | Leland Fuller Lyle R. Wheeler                                      | Claude E. Carpenter Thomas Little                           |
| 1953                  | Colorido                                            |                                                                    |                                                             |
| 1953                  | Moulin Rouge                                        | Marcel Vertès                                                      | Paul Sheriff                                                |
| 1953                  | Hans Christian Andersen                             | Antoni Clavé Richard Day                                           | Howard Bristol                                              |
| 1953                  | The Merry Widow                                     | Cedric Gibbons Paul Groesse                                        | Arthur Krams Edwin B. Willis                                |
| 1953                  | The Quiet Man                                       | Frank Hotaling                                                     | John McCarthy, Jr. Charles S. Thompson                      |
| 1953                  | The Snows of Kilimanjaro                            | John DeCuir Lyle R. Wheeler                                        | Paul S. Fox Thomas Little                                   |
| 1954                  | Preto e branco                                      | Preto e branco                                                     | Preto e branco                                              |
| 1954                  | Julius Caesar                                       | Edward Carfagno Cedric Gibbons                                     | Hugh Hunt Edwin B. Willis                                   |
| 1954                  | Martin Luther                                       | Fritz Maurischat Paul Markwitz                                     | —                                                           |
| 1954                  | The President's Lady                                | Leland Fuller Lyle R. Wheeler                                      | Paul S. Fox                                                 |
| 1954                  | Roman Holiday                                       | Hal Pereira Walter H. Tyler                                        | —                                                           |
| 1954                  | Titanic                                             | Maurice Ransford Lyle R. Wheeler                                   | Stuart A. Reiss                                             |
| 1954                  | Colorido                                            |                                                                    |                                                             |
| 1954                  | The Robe                                            | George Davis Lyle R. Wheeler                                       | Paul S. Fox Walter M. Scott                                 |
| 1954                  | Knights of the Round Table                          | Alfred Junge Hans Peters                                           | John Jarvis                                                 |
| 1954                  | Lili                                                | Cedric Gibbons Paul Groesse                                        | Arthur Krams Edwin B. Willis                                |
| 1954                  | The Story of Three Loves                            | E. Preston Ames Edward Carfagno Cedric Gibbons Gabriel Scognamillo | F. Keogh Gleason Arthur Krams Jack D. Moore Edwin B. Willis |
| 1954                  | Young Bess                                          | Cedric Gibbons Urie McCleary                                       | Jack D. Moore Edwin B. Willis                               |
| 1955                  | Preto e branco                                      | Preto e branco                                                     | Preto e branco                                              |
| 1955                  | On the Waterfront                                   | Richard Day                                                        | —                                                           |
| 1955                  | The Country Girl                                    | Roland Anderson Hal Pereira                                        | Samuel M. Comer Grace Gregory                               |
| 1955                  | Executive Suite                                     | Edward Carfagno Cedric Gibbons                                     | Emile Kuri Edwin B. Willis                                  |
| 1955                  | Le Plaisir                                          | Max Ophüls                                                         | —                                                           |
| 1955                  | Sabrina                                             | Hal Pereira Walter H. Tyler                                        | Samuel M. Comer Ray Moyer                                   |
| 1955                  | Colorido                                            |                                                                    |                                                             |
| 1955                  | 20,000 Leagues Under the Sea                        | John Meehan                                                        | Emile Kuri                                                  |
| 1955                  | Brigadoon                                           | E. Preston Ames Cedric Gibbons                                     | F. Keogh Gleason Edwin B. Willis                            |
| 1955                  | Desirée                                             | Leland Fuller Lyle R. Wheeler                                      | Paul S. Fox Walter M. Scott                                 |
| 1955                  | Red Garters                                         | Roland Anderson Hal Pereira                                        | Samuel M. Comer Ray Moyer                                   |
| 1955                  | A Star Is Born                                      | Gene Allen Malcolm C. Bert                                         | George Hopkins Irene Sharaff                                |
| 1956                  | Preto e branco                                      | Preto e branco                                                     | Preto e branco                                              |
| 1956                  | The Rose Tattoo                                     | Tambi Larsen Hal Pereira                                           | Samuel M. Comer Arthur Krams                                |
| 1956                  | Blackboard Jungle                                   | Randall Duell Cedric Gibbons                                       | Henry Grace Edwin B. Willis                                 |
| 1956                  | I'll Cry Tomorrow                                   | Malcolm Brown Cedric Gibbons                                       | Hugh Hunt Edwin B. Willis                                   |
| 1956                  | The Man with the Golden Arm                         | Joseph C. Wright                                                   | Darrell Silvera                                             |
| 1956                  | Marty                                               | Ted Haworth Walter M. Simonds                                      | Robert Priestley                                            |
| 1956                  | Colorido                                            |                                                                    |                                                             |
| 1956                  | Picnic                                              | William Flannery                                                   | Jo Mielziner Robert Priestley                               |
| 1956                  | Daddy Long Legs                                     | John DeCuir Lyle R. Wheeler                                        | Paul S. Fox Walter M. Scott                                 |
| 1956                  | Guys and Dolls                                      | Oliver Smith Joseph C. Wright                                      | Howard Bristol                                              |
| 1956                  | Love Is a Many-Splendored Thing                     | George Davis Lyle R. Wheeler                                       | Walter M. Scott Jack Stubbs                                 |
| 1956                  | To Catch a Thief                                    | Joseph McMillan Johnson Hal Pereira                                | Samuel M. Comer Arthur Krams                                |
| 1957                  | Preto e branco                                      | Preto e branco                                                     | Preto e branco                                              |
| 1957                  | Somebody Up There Likes Me                          | Malcolm Brown Cedric Gibbons                                       | F. Keogh Gleason Edwin B. Willis                            |
| 1957                  | The Proud and Profane                               | A. Earl Hedrick Hal Pereira                                        | Samuel M. Comer Frank R. McKelvy                            |
| 1957                  | Shichinin no Samurai 七人の侍                       | So Matsuyama                                                       | –                                                           |
| 1957                  | The Solid Gold Cadillac                             | Ross Bellah                                                        | Louis Diage William Kiernan                                 |
| 1957                  | Teenage Rebel                                       | Jack Martin Smith Lyle R. Wheeler                                  | Stuart A. Reiss Walter M. Scott                             |
| 1957                  | Colorido                                            |                                                                    |                                                             |
| 1957                  | The King and I                                      | John DeCuir Lyle R. Wheeler                                        | Paul S. Fox Walter M. Scott                                 |
| 1957                  | Around the World in 80 Days                         | Ken Adam James W. Sullivan                                         | Ross Dowd                                                   |
| 1957                  | Giant                                               | Boris Leven                                                        | Ralph S. Hurst                                              |
| 1957                  | Lust for Life                                       | E. Preston Ames Cedric Gibbons Hans Peters                         | F. Keogh Gleason Edwin B. Willis                            |
| 1957                  | The Ten Commandments                                | Hal Pereira Albert Nozaki Walter H. Tyler                          | Samuel M. Comer Ray Moyer                                   |
| 1958                  |                                                     |                                                                    |                                                             |
| Sayonara              | Ted Haworth                                         | Robert Priestley                                                   |                                                             |
| Funny Face            | George Davis Hal Pereira                            | Samuel M. Comer Ray Moyer                                          |                                                             |
| Les Girls             | Gene Allen William A. Horning                       | Richard Pefferle Edwin B. Willis                                   |                                                             |
| Pal Joey              | Walter Holscher                                     | Louis Diage William Kiernan                                        |                                                             |
| Raintree County       | William A. Horning Urie McCleary                    | Hugh Hunt Edwin B. Willis                                          |                                                             |
| 1959                  |                                                     |                                                                    |                                                             |
| Gigi                  | E. Preston Ames William A. Horning (prêmio póstumo) | F. Keogh Gleason Henry Grace                                       |                                                             |
| Auntie Mame           | Malcolm C. Bert                                     | George Hopkins                                                     |                                                             |
| Bell, Book and Candle | Cary Odell                                          | Louis Diage                                                        |                                                             |
| A Certain Smile       | John DeCuir Lyle R. Wheeler                         | Paul S. Fox Walter M. Scott                                        |                                                             |
| Vertigo               | Henry Bumstead Hal Pereira                          | Samuel M. Comer Frank R. McKelvy                                   |                                                             |

### Década de 1960
| Ano                          | Filme                                                       | Diretor(es) de Arte                                                                                         | Decorador(es)                                   |
| ---------------------------- | ----------------------------------------------------------- | --- | ----------------------------------------------- |
| 1960                         | Preto e branco                                              | Preto e branco                                                                                              | Preto e branco                                  |
| 1960                         | The Diary of Anne Frank                                     | George Davis Lyle R. Wheeler                                                                                | Stuart A. Reiss Walter M. Scott                 |
| 1960                         | Career                                                      | Hal Pereira Walter H. Tyler                                                                                 | Samuel M. Comer Arthur Krams                    |
| 1960                         | The Last Angry Man                                          | Carl Anderson                                                                                               | William Kiernan                                 |
| 1960                         | Some Like It Hot                                            | Ted Haworth                                                                                                 | Edward G. Boyle                                 |
| 1960                         | Suddenly, Last Summer                                       | William Kellner Oliver Messel                                                                               | Scott Slimon                                    |
| 1960                         | Colorido                                                    | |                                                 |
| 1960                         | Ben-Hur                                                     | Edward Carfagno William A. Horning (prêmio póstumo)                                                         | Hugh Hunt                                       |
| 1960                         | The Big Fisherman                                           | John DeCuir                                                                                                 | Julia Heron                                     |
| 1960                         | Journey to the Center of the Earth                          | Franz Bachelin Herman A. Blumenthal Lyle R. Wheeler                                                         | Joseph Kish Walter M. Scott                     |
| 1960                         | North by Northwest                                          | Robert F. Boyle William A. Horning (indicação póstuma) Merrill Pye                                          | Henry Grace Frank R. McKelvy                    |
| 1960                         | Pillow Talk                                                 | Richard H. Riedel (indicação póstuma)                                                                       | Russell A. Gausman Ruby R. Levitt               |
| 1961                         | Preto e branco                                              | Preto e branco                                                                                              | Preto e branco                                  |
| 1961                         | The Apartment                                               | Alexandre Trauner                                                                                           | Edward G. Boyle                                 |
| 1961                         | The Facts of Life                                           | Joseph McMillan Johnson Kenneth A. Reid                                                                     | Ross Dowd                                       |
| 1961                         | Psycho                                                      | Robert Clatworthy Joseph Hurley                                                                             | George Milo                                     |
| 1961                         | Sons and Lovers                                             | Thomas N. Morahan                                                                                           | Lionel Couch                                    |
| 1961                         | Visit to a Small Planet                                     | Hal Pereira Walter H. Tyler                                                                                 | Samuel M. Comer Arthur Krams                    |
| 1961                         | Colorido                                                    | |                                                 |
| 1961                         | Spartacus                                                   | Harry Horner                                                                                                | Russell A. Gausman Julia Heron                  |
| 1961                         | Cimarron                                                    | George Davis Addison Hehr                                                                                   | Henry Grace Hugh Hunt Otto Siegel               |
| 1961                         | It Started in Naples                                        | Roland Anderson Hal Pereira                                                                                 | Samuel M. Comer Arrigo Breschi                  |
| 1961                         | Pepe                                                        | Ted Haworth                                                                                                 | William Kiernan                                 |
| 1961                         | Sunrise at Campobello                                       | Edward Carrere                                                                                              | George Hopkins                                  |
| 1962                         | Preto e branco                                              | Preto e branco                                                                                              | Preto e branco                                  |
| 1962                         | The Hustler                                                 | Alexandre Trauner                                                                                           | Gene Callahan                                   |
| 1962                         | The Absent-Minded Professor                                 | Carroll Clark                                                                                               | Hal Gausman Emile Kuri                          |
| 1962                         | The Children's Hour                                         | Fernando Carrere                                                                                            | Edward G. Boyle                                 |
| 1962                         | Judgment at Nuremberg                                       | Rudolph Sternad                                                                                             | George Milo                                     |
| 1962                         | La Dolce Vita                                               | Piero Gherardi                                                                                              | —                                               |
| 1962                         | Colorido                                                    | |                                                 |
| 1962                         | West Side Story                                             | Boris Leven                                                                                                 | Victor A. Gangelin                              |
| 1962                         | Breakfast at Tiffany's                                      | Roland Anderson Hal Pereira                                                                                 | Samuel M. Comer Ray Moyer                       |
| 1962                         | El Cid                                                      | Veniero Colasanti John Moore                                                                                | —                                               |
| 1962                         | Flower Drum Song                                            | Alexander Golitzen Joseph C. Wright                                                                         | Howard Bristol                                  |
| 1962                         | Summer and Smoke                                            | Hal Pereira Walter H. Tyler                                                                                 | Samuel M. Comer Arthur Krams                    |
| 1963                         | Preto e branco                                              | Preto e branco                                                                                              | Preto e branco                                  |
| 1963                         | To Kill a Mockingbird                                       | Henry Bumstead Alexander Golitzen                                                                           | Oliver Emert                                    |
| 1963                         | Days of Wine and Roses                                      | Joseph C. Wright                                                                                            | George Hopkins                                  |
| 1963                         | The Longest Day                                             | Léon Barsacq Ted Haworth Vincent Korda                                                                      | Gabriel Béchir                                  |
| 1963                         | Period of Adjustment                                        | Edward Carfagno George Davis                                                                                | Henry Grace Richard Pefferle                    |
| 1963                         | The Pigeon That Took Rome                                   | Roland Anderson Hal Pereira                                                                                 | Samuel M. Comer Frank R. McKelvy                |
| 1963                         | Colorido                                                    | |                                                 |
| 1963                         | Lawrence of Arabia                                          | John Box John Stoll                                                                                         | Dario Simoni                                    |
| 1963                         | The Music Man                                               | Paul Groesse                                                                                                | George Hopkins                                  |
| 1963                         | Mutiny on the Bounty                                        | George Davis Joseph McMillan Johnson                                                                        | Henry Grace Hugh Hunt                           |
| 1963                         | That Touch of Mink                                          | Robert Clatworthy Alexander Golitzen                                                                        | George Milo                                     |
| 1963                         | The Wonderful World of the Brothers Grimm                   | Edward Carfagno George Davis                                                                                | Henry Grace Richard Pefferle                    |
| 1964                         | Preto e branco                                              | Preto e branco                                                                                              | Preto e branco                                  |
| 1964                         | America, America                                            | Gene Callahan                                                                                               | —                                               |
| 1964                         | 8½                                                          | Piero Gherardi                                                                                              | —                                               |
| 1964                         | Hud                                                         | Tambi Larsen Hal Pereira                                                                                    | Robert R. Benton Samuel M. Comer                |
| 1964                         | Love with the Proper Stranger                               | Roland Anderson Hal Pereira                                                                                 | Samuel M. Comer Grace Gregory                   |
| 1964                         | Twilight of Honor                                           | George Davis Paul Groesse                                                                                   | Henry Grace Hugh Hunt                           |
| 1964                         | Colorido                                                    | |                                                 |
| 1964                         | Cleopatra                                                   | Herman A. Blumenthal Hilyard M. Brown John DeCuir Boris Juraga Maurice Pelling Jack Martin Smith Elven Webb | Paul S. Fox Ray Moyer Walter M. Scott           |
| 1964                         | The Cardinal                                                | Lyle R. Wheeler                                                                                             | Gene Callahan                                   |
| 1964                         | Come Blow Your Horn                                         | Roland Anderson Hal Pereira                                                                                 | Samuel M. Comer James W. Payne                  |
| 1964                         | How the West Was Won                                        | George Davis William Ferrari (indicação póstuma) Addison Hehr                                               | Henry Grace Don Greenwood, Jr. Jack Mills       |
| 1964                         | Tom Jones                                                   | Ralph W. Brinton Ted Marshall                                                                               | Jocelyn Herbert Josie MacAvin                   |
| 1965                         | Preto e branco                                              | Preto e branco                                                                                              | Preto e branco                                  |
| 1965                         | Zorba the Greek                                             | Vassilis Photopoulos                                                                                        | —                                               |
| 1965                         | The Americanization of Emily                                | George Davis Hans Peters Elliot Scott                                                                       | Henry Grace Robert R. Benton                    |
| 1965                         | Hush... Hush, Sweet Charlotte                               | William Glasgow                                                                                             | Raphael Bretton                                 |
| 1965                         | The Night of the Iguana                                     | Stephen B. Grimes                                                                                           | —                                               |
| 1965                         | Seven Days in May                                           | Cary Odell                                                                                                  | Edward G. Boyle                                 |
| 1965                         | Colorido                                                    | |                                                 |
| 1965                         | My Fair Lady                                                | Gene Allen Cecil Beaton                                                                                     | George Hopkins                                  |
| 1965                         | Becket                                                      | John Bryan Maurice Carter                                                                                   | Robert Cartwright Patrick McLoughlin            |
| 1965                         | Mary Poppins                                                | Carroll Clark William H. Tuntke                                                                             | Hal Gausman Emile Kuri                          |
| 1965                         | The Unsinkable Molly Brown                                  | E. Preston Ames George Davis                                                                                | Henry Grace Hugh Hunt                           |
| 1965                         | What a Way to Go!                                           | Ted Haworth Jack Martin Smith                                                                               | Stuart A. Reiss Walter M. Scott                 |
| 1966                         | Preto e branco                                              | Preto e branco                                                                                              | Preto e branco                                  |
| 1966                         | Ship of Fools                                               | Robert Clatworthy                                                                                           | Joseph Kish                                     |
| 1966                         | King Rat                                                    | Robert Emmet Smith                                                                                          | Frank Tuttle                                    |
| 1966                         | A Patch of Blue                                             | George Davis Urie McCleary                                                                                  | Henry Grace Charles S. Thompson                 |
| 1966                         | The Slender Thread                                          | Hal Pereira Jack Poplin                                                                                     | Joseph Kish Robert R. Benton                    |
| 1966                         | The Spy Who Came in from the Cold                           | Tambi Larsen Hal Pereira                                                                                    | Josie MacAvin Ted Marshall                      |
| 1966                         | Colorido                                                    | |                                                 |
| 1966                         | Doctor Zhivago                                              | John Box Terence Marsh                                                                                      | Dario Simoni                                    |
| 1966                         | The Agony and the Ecstasy                                   | John DeCuir Jack Martin Smith                                                                               | Dario Simoni                                    |
| 1966                         | The Greatest Story Ever Told                                | William J. Creber Richard Day David S. Hall (indicação póstuma)                                             | Fred M. MacLean Ray Moyer Norman Rockett        |
| 1966                         | Inside Daisy Clover                                         | Robert Clatworthy                                                                                           | George Hopkins                                  |
| 1966                         | The Sound of Music                                          | Boris Leven                                                                                                 | Ruby R. Levitt Walter M. Scott                  |
| 1967                         | Preto e branco                                              | Preto e branco                                                                                              | Preto e branco                                  |
| 1967                         | Who's Afraid of Virginia Woolf?                             | Richard Sylbert                                                                                             | George Hopkins                                  |
| 1967                         | The Fortune Cookie                                          | Robert Luthardt                                                                                             | Edward G. Boyle                                 |
| 1967                         | Il Vangelo Secondo Matteo                                   | Luigi Scaccianoce                                                                                           | —                                               |
| 1967                         | Paris brûle-t-il?                                           | Marc Frédérix Pierre Guffroy Willy Holt                                                                     | —                                               |
| 1967                         | Mister Buddwing                                             | George Davis Paul Groesse                                                                                   | Henry Grace Hugh Hunt                           |
| 1967                         | Colorido                                                    | |                                                 |
| 1967                         | Fantastic Voyage                                            | Dale Hennesy Jack Martin Smith                                                                              | Stuart A. Reiss Walter M. Scott                 |
| 1967                         | Gambit                                                      | Alexander Golitzen George C. Webb                                                                           | John P. Austin John McCarthy, Jr.               |
| 1967                         | Juliet of the Spirits                                       | Piero Gherardi                                                                                              | —                                               |
| 1967                         | The Oscar                                                   | Arthur Lonergan Hal Pereira                                                                                 | James W. Payne Robert R. Benton                 |
| 1967                         | The Sand Pebbles                                            | Boris Leven                                                                                                 | William Kiernan Walter M. Scott John Sturtevant |
| 1968                         |                                                             | |                                                 |
| Camelot                      | Edward Carrere John Truscott                                | John W. Brown                                                                                               |                                                 |
| Doctor Dolittle              | Mario Chiari Ed Graves Jack Martin Smith                    | Stuart A. Reiss Walter M. Scott                                                                             |                                                 |
| Guess Who's Coming to Dinner | Robert Clatworthy                                           | Frank Tuttle                                                                                                |                                                 |
| The Taming of the Shrew      | John DeCuir Giuseppe Mariani Lorenzo Mongiardino Elven Webb | Luigi Gervasi Dario Simoni                                                                                  |                                                 |
| Thoroughly Modern Millie     | Alexander Golitzen George C. Webb                           | Howard Bristol                                                                                              |                                                 |
| 1969                         |                                                             | |                                                 |
| Oliver!                      | John Box Terence Marsh                                      | Vernon Dixon Ken Muggleston                                                                                 |                                                 |
| The Shoes of the Fisherman   | Edward Carfagno George Davis                                | — |                                                 |
| Star!                        | Boris Leven                                                 | Howard Bristol Walter M. Scott                                                                              |                                                 |
| 2001: A Space Odyssey        | Ernest Archer Harry Lange Anthony Masters                   | — |                                                 |
| Voyna i Mir Война и Мир      | Mikhail Bogdanov Gennady Myasnikov                          | Georgi Koshelev V. Uvarov                                                                                   |                                                 |

### Década de 1970
| Ano                                | Filme                                                         | Diretor(es) de Arte                            | Decorador(es) |
| ---------------------------------- | ------------------------------------------------------------- | ---------------------------------------------- | ------------- |
| 1970                               |                                                               |                                                |               |
| Hello, Dolly!                      | Herman A. Blumenthal John DeCuir Jack Martin Smith            | Raphael Bretton George Hopkins Walter M. Scott |               |
| Anne of the Thousand Days          | Maurice Carter Lionel Couch                                   | Patrick McLoughlin                             |               |
| Gaily, Gaily                       | Robert F. Boyle George B. Chan                                | Edward G. Boyle Carl Biddiscombe               |               |
| Sweet Charity                      | Alexander Golitzen George C. Webb                             | Jack D. Moore                                  |               |
| They Shoot Horses, Don't They?     | Harry Horner                                                  | Frank R. McKelvy                               |               |
| 1971                               |                                                               |                                                |               |
| Patton                             | Urie McCleary Gil Parrondo                                    | Antonio Mateos Pierre-Louis Thévenet           |               |
| Airport                            | E. Preston Ames Alexander Golitzen                            | Mickey S. Michaels Jack D. Moore               |               |
| The Molly Maguires                 | Tambi Larsen                                                  | Darrell Silvera                                |               |
| Scrooge                            | Robert Cartwright Terence Marsh                               | Pamela Cornell                                 |               |
| Tora! Tora! Tora!                  | Richard Day Taizô Kawashima Yoshirō Muraki Jack Martin Smith  | Samuel M. Comer Arthur Krams                   |               |
| 1972                               |                                                               |                                                |               |
| Nicholas and Alexandra             | Ernest Archer John Box Jack Maxsted Gil Parrondo              | Vernon Dixon                                   |               |
| The Andromeda Strain               | Boris Leven William H. Tuntke                                 | Ruby R. Levitt                                 |               |
| Bedknobs and Broomsticks           | Peter Ellenshaw John B. Mansbridge                            | Hal Gausman Emile Kuri                         |               |
| Fiddler on the Roof                | Robert F. Boyle Michael Stringer                              | Peter Lamont                                   |               |
| Mary, Queen of Scots               | Robert Cartwright Terence Marsh                               | Peter Howitt                                   |               |
| 1973                               |                                                               |                                                |               |
| Cabaret                            | Hans Jürgen Kiebach Rolf Zehetbauer                           | Herbert Strabel                                |               |
| Lady Sings the Blues               | Carl Anderson                                                 | Reg Allen                                      |               |
| The Poseidon Adventure             | William J. Creber                                             | Raphael Bretton                                |               |
| Travels with My Aunt               | John Box Robert W. Laing Gil Parrondo                         | —                                              |               |
| Young Winston                      | Donald M. Ashton Geoffrey Drake                               | John Graysmark William Hutchinson Peter James  |               |
| 1974                               |                                                               |                                                |               |
| The Sting                          | Henry Bumstead                                                | James W. Payne                                 |               |
| Fratello Sole, Sorella Luna        | Lorenzo Mongiardino Gianni Quaranta                           | Carmelo Patrono                                |               |
| The Exorcist                       | Bill Malley                                                   | Jerry Wunderlich                               |               |
| Tom Sawyer                         | Philip M. Jeffries                                            | Robert De Vestel                               |               |
| The Way We Were                    | Stephen B. Grimes                                             | William Kiernan (indicação póstuma)            |               |
| 1975                               |                                                               |                                                |               |
| The Godfather Part II              | Angelo P. Graham Dean Tavoularis                              | George R. Nelson                               |               |
| Chinatown                          | W. Stewart Campbell Richard Sylbert                           | Ruby R. Levitt                                 |               |
| Earthquake                         | E. Preston Ames Alexander Golitzen                            | Frank R. McKelvy                               |               |
| The Island at the Top of the World | Peter Ellenshaw John B. Mansbridge Al Roelofs Walter H. Tyler | Hal Gausman                                    |               |
| The Towering Inferno               | William J. Creber Ward Preston                                | Raphael Bretton                                |               |
| 1976                               |                                                               |                                                |               |
| Barry Lyndon                       | Ken Adam Roy Walker                                           | Vernon Dixon                                   |               |
| The Hindenburg                     | Edward Carfagno                                               | Frank R. McKelvy                               |               |
| The Man Who Would Be King          | Tony Inglis Alexandre Trauner                                 | Peter James                                    |               |
| Shampoo                            | W. Stewart Campbell Richard Sylbert                           | George Gaines                                  |               |
| The Sunshine Boys                  | Albert Brenner                                                | Marvin March                                   |               |
| 1977                               |                                                               |                                                |               |
| All the President's Men            | George C. Jenkins                                             | George Gaines                                  |               |
| The Incredible Sarah               | Elliot Scott                                                  | Norman Reynolds                                |               |
| The Last Tycoon                    | Gene Callahan Jack T. Collis                                  | Jerry Wunderlich                               |               |
| Logan's Run                        | Dale Hennesy                                                  | Robert De Vestel                               |               |
| The Shootist                       | Robert F. Boyle                                               | Arthur Jeph Parker                             |               |
| 1978                               |                                                               |                                                |               |
| Star Wars                          | John Barry Leslie Dilley Norman Reynolds                      | Roger Christian                                |               |
| Airport '77                        | George C. Webb                                                | Mickey S. Michaels                             |               |
| Close Encounters of the Third Kind | Joe Alves Daniel A. Lomino                                    | Phil Abramson                                  |               |
| The Spy Who Loved Me               | Ken Adam Peter Lamont                                         | Hugh Scaife                                    |               |
| The Turning Point                  | Albert Brenner                                                | Marvin March                                   |               |
| 1979                               |                                                               |                                                |               |
| Heaven Can Wait                    | Edwin O'Donovan Paul Sylbert                                  | George Gaines                                  |               |
| The Brink's Job                    | Angelo P. Graham Dean Tavoularis                              | George R. Nelson                               |               |
| California Suite                   | Albert Brenner                                                | Marvin March                                   |               |
| Interiors                          | Mel Bourne                                                    | Daniel Robert                                  |               |
| The Wiz                            | Philip Rosenberg Tony Walton                                  | Robert Drumheller Edward Stewart               |               |

### Década de 1980
| Ano                           | Filme                                                                  | Diretor(es) de Arte                                 | Decorador(es) |
| ----------------------------- | ---------------------------------------------------------------------- | --------------------------------------------------- | ------------- |
| 1980                          |                                                                        |                                                     |               |
| All That Jazz                 | Philip Rosenberg Tony Walton                                           | Edward Stewart Gary J. Brink                        |               |
| Alien                         | Roger Christian Leslie Dilley Michael Seymour                          | Ian Whittaker                                       |               |
| Apocalypse Now                | Angelo P. Graham Dean Tavoularis                                       | George R. Nelson                                    |               |
| The China Syndrome            | George C. Jenkins                                                      | Arthur Jeph Parker                                  |               |
| Star Trek: The Motion Picture | Leon Harris Joseph R. Jennings Harold Michelson John Vallone           | Linda DeScenna                                      |               |
| 1981                          |                                                                        |                                                     |               |
| Tess                          | Pierre Guffroy Jack Stephens                                           | —                                                   |               |
| Coal Miner's Daughter         | John W. Corso                                                          | John M. Dwyer                                       |               |
| The Elephant Man              | Robert Cartwright Stuart Craig                                         | Hugh Scaife                                         |               |
| The Empire Strikes Back       | Leslie Dilley Harry Lange Norman Reynolds Alan Tomkins                 | Michael D. Ford                                     |               |
| Kagemusha 影武者              | Yoshirō Muraki                                                         | —                                                   |               |
| 1982                          |                                                                        |                                                     |               |
| Raiders of the Lost Ark       | Leslie Dilley Norman Reynolds                                          | Michael D. Ford                                     |               |
| The French Lieutenant's Woman | Assheton Gorton                                                        | Ann Mollo                                           |               |
| Heaven's Gate                 | Tambi Larsen                                                           | James L. Berkey                                     |               |
| Ragtime                       | John Graysmark Tony Reading Patrizia von Brandenstein                  | George DeTitta, Sr George DeTitta, Jr. Peter Howitt |               |
| Reds                          | Richard Sylbert                                                        | Michael Seirton                                     |               |
| 1983                          |                                                                        |                                                     |               |
| Gandhi                        | Stuart Craig Robert W. Laing                                           | Michael Seirton                                     |               |
| Annie                         | Dale Hennesy (indicação póstuma)                                       | Marvin March                                        |               |
| Blade Runner                  | Lawrence G. Paull David Snyder                                         | Linda DeScenna                                      |               |
| La traviata                   | Gianni Quaranta Franco Zeffirelli                                      | —                                                   |               |
| Victor Victoria               | William Craig Smith Tim Hutchinson Rodger Maus                         | Harry Cordwell                                      |               |
| 1984                          |                                                                        |                                                     |               |
| Fanny och Alexander           | Anna Asp                                                               | Susanne Lingheim                                    |               |
| Return of the Jedi            | Fred Hole Norman Reynolds James L. Schoppe                             | Michael D. Ford                                     |               |
| The Right Stuff               | W. Stewart Campbell Geoffrey Kirkland Richard Lawrence Peter R. Romero | George R. Nelson Jim Poynter                        |               |
| Terms of Endearment           | Harold Michelson Polly Platt                                           | Anthony Mondell Tom Pedigo                          |               |
| Yentl                         | Leslie Tomkins Roy Walker                                              | Tessa Davies                                        |               |
| 1985                          |                                                                        |                                                     |               |
| Amadeus                       | Patrizia von Brandenstein                                              | Karel Černý                                         |               |
| The Cotton Club               | Richard Sylbert                                                        | George Gaines                                       |               |
| The Natural                   | Mel Bourne Angelo P. Graham                                            | Bruce Weintraub                                     |               |
| A Passage to India            | John Box                                                               | Hugh Scaife                                         |               |
| 2010                          | Albert Brenner                                                         | Rick Simpson                                        |               |
| 1986                          |                                                                        |                                                     |               |
| Out of Africa                 | Stephen B. Grimes                                                      | Josie MacAvin                                       |               |
| Brazil                        | Norman Garwood                                                         | Maggie Gray                                         |               |
| The Color Purple              | J. Michael Riva Bo Welch                                               | Linda DeScenna                                      |               |
| Ran 乱                        | Shinobu Muraki Yoshirō Muraki                                          | —                                                   |               |
| Witness                       | Stan Jolley                                                            | John H. Anderson                                    |               |
| 1987                          |                                                                        |                                                     |               |
| A Room with a View            | Brian Ackland-Snow Gianni Quaranta                                     | Elio Altramura Brian Savegar                        |               |
| Aliens                        | Peter Lamont                                                           | Crispian Sallis                                     |               |
| The Color of Money            | Boris Leven                                                            | Karen O'Hara                                        |               |
| Hannah and Her Sisters        | Stuart Wurtzel                                                         | Carol Joffe                                         |               |
| The Mission                   | Stuart Craig                                                           | Jack Stephens                                       |               |
| 1988                          |                                                                        |                                                     |               |
| The Last Emperor              | Ferdinando Scarfiotti                                                  | Bruno Cesari Osvaldo Desideri                       |               |
| Empire of the Sun             | Norman Reynolds                                                        | Harry Cordwell                                      |               |
| Hope and Glory                | Anthony D. G. Pratt                                                    | Joanne Woollard                                     |               |
| Radio Days                    | Santo Loquasto                                                         | Leslie Bloom George DeTitta, Jr. Carol Joffe        |               |
| The Untouchables              | William A. Elliott Patrizia von Brandenstein                           | Hal Gausman                                         |               |
| 1989                          |                                                                        |                                                     |               |
| Dangerous Liaisons            | Stuart Craig                                                           | Garrett Lewis                                       |               |
| Beaches                       | Albert Brenner                                                         | Garrett Lewis                                       |               |
| Rain Man                      | Ida Random                                                             | Linda DeScenna                                      |               |
| Tucker: The Man and His Dream | Dean Tavoularis                                                        | Armin Ganz                                          |               |
| Who Framed Roger Rabbit       | Elliot Scott                                                           | Peter Howitt                                        |               |

### Década de 1990
| Ano                                                | Filme                 | Diretor(es) de Arte    | Decorador |
| -------------------------------------------------- | --------------------- | ---------------------- | --------- |
| 1990                                               |                       |                        |           |
| Batman                                             | Anton Furst           | Peter Young            |           |
| The Abyss                                          | Leslie Dilley         | Anne Kuljian           |           |
| The Adventures of Baron Munchausen                 | Dante Ferretti        | Francesca Lo Schiavo   |           |
| Driving Miss Daisy                                 | Bruno Rubeo           | Crispian Sallis        |           |
| Glory                                              | Norman Garwood        | Garrett Lewis          |           |
| 1991                                               |                       |                        |           |
| Dick Tracy                                         | Richard Sylbert       | Rick Simpson           |           |
| Cyrano de Bergerac                                 | Ezio Frigerio         | Jacques Rouxel         |           |
| Dances with Wolves                                 | Jeffrey Beecroft      | Lisa Dean              |           |
| The Godfather Part III                             | Dean Tavoularis       | Gary Fettis            |           |
| Hamlet                                             | Dante Ferretti        | Francesca Lo Schiavo   |           |
| 1992                                               |                       |                        |           |
| Bugsy                                              | Dennis Gassner        | Nancy Haigh            |           |
| Barton Fink                                        | Dennis Gassner        | Nancy Haigh            |           |
| The Fisher King                                    | Mel Bourne            | Cindy Carr             |           |
| Hook                                               | Norman Garwood        | Garrett Lewis          |           |
| The Prince of Tides                                | Paul Sylbert          | Caryl Heller           |           |
| 1993                                               |                       |                        |           |
| Howards End                                        | Luciana Arrighi       | Ian Whittaker          |           |
| Bram Stoker's Dracula                              | Thomas E. Sanders     | Garrett Lewis          |           |
| Chaplin                                            | Stuart Craig          | Chris A. Butler        |           |
| Toys                                               | Ferdinando Scarfiotti | Linda DeScenna         |           |
| Unforgiven                                         | Henry Bumstead        | Janice Blackie-Goodine |           |
| 1994                                               |                       |                        |           |
| Schindler's List                                   | Allan Starski         | Ewa Braun              |           |
| Addams Family Values                               | Ken Adam              | Marvin March           |           |
| The Age of Innocence                               | Dante Ferretti        | Robert J. Franco       |           |
| Orlando                                            | Ben Van Os Jan Roelfs | —                      |           |
| The Remais of the Day                              | Luciana Arrighi       | Ian Whittaker          |           |
| 1995                                               |                       |                        |           |
| The Madness of King George                         | Ken Adam              | Carolyn Scott          |           |
| Bullets Over Broadway                              | Santo Loquasto        | Susan Bode             |           |
| Forrest Gump                                       | Rick Carter           | Nancy Haigh            |           |
| Interview with the Vampire: The Vampire Chronicles | Dante Ferretti        | Francesca Lo Schiavo   |           |
| Legends of the Fall                                | Lilly Kilvert         | Dorree Cooper          |           |
| 1996                                               |                       |                        |           |
| Restoration                                        | Eugenio Zanetti       | —                      |           |
| Apollo 13                                          | Michael Corenblith    | Merideth Boswell       |           |
| Babe                                               | Roger Ford            | Kerrie Brown           |           |
| A Little Princess                                  | Bo Welch              | Cheryl Carasik         |           |
| Richard III                                        | Tony Burrough         | —                      |           |
| 1997                                               |                       |                        |           |
| The English Patient                                | Stuart Craig          | Stephenie McMillan     |           |
| The Birdcage                                       | Bo Welch              | Cheryl Carasik         |           |
| Evita                                              | Brian Morris          | Philippe Turlure       |           |
| Hamlet                                             | Tim Harvey            | —                      |           |
| Romeo + Juliet                                     | Catherine Martin      | Brigitte Broch         |           |
| 1998                                               |                       |                        |           |
| Titanic                                            | Peter Lamont          | Michael D. Ford        |           |
| Gattaca                                            | Jan Roelfs            | Nancy Nye              |           |
| Kundun                                             | Dante Ferretti        | Francesca Lo Schiavo   |           |
| L.A. Confidential                                  | Jeannine Oppewall     | Jay R. Hart            |           |
| Men in Black                                       | Bo Welch              | Cheryl Carasik         |           |
| 1999                                               |                       |                        |           |
| Shakespeare in Love                                | Martin Childs         | Jill Quertier          |           |
| Elizabeth                                          | John Myhre            | Peter Howitt           |           |
| Pleasantville                                      | Jeannine Oppewall     | Jay R. Hart            |           |
| Saving Private Ryan                                | Thomas E. Sanders     | Lisa Dean              |           |
| What Dreams May Come                               | Eugenio Zanetti       | Cindy Carr             |           |

### Década de 2000
| Ano                                               | Filme                     | Diretor de Arte                | Decorador(es) |
| ------------------------------------------------- | ------------------------- | ------------------------------ | ------------- |
| 2000                                              |                           |                                |               |
| Sleepy Hollow                                     | Rick Heinrichs            | Peter Young                    |               |
| Anna and the King                                 | Luciana Arrighi           | Ian Whittaker                  |               |
| The Cider House Rules                             | David Gropman             | Beth Rubino                    |               |
| The Talented Mr. Ripley                           | Roy Walker                | Bruno Cesari                   |               |
| Topsy-Turvy                                       | Eve Stewart               | John Bush                      |               |
| 2001                                              |                           |                                |               |
| Wòhǔ Cánglóng 臥虎藏龍                            | Timmy Yip                 | —                              |               |
| Gladiator                                         | Arthur Max                | Crispian Sallis                |               |
| How the Grinch Stole Christmas                    | Michael Corenblith        | Merideth Boswell               |               |
| Quills                                            | Martin Childs             | Jill Quertier                  |               |
| Vatel                                             | Jean Rabasse              | Françoise Benoît-Fresco        |               |
| 2002                                              |                           |                                |               |
| Moulin Rouge!                                     | Catherine Martin          | Brigitte Broch                 |               |
| Le Fabuleux Destin d'Amélie Poulain               | Aline Bonetto             | Marie-Laure Valla              |               |
| Gosford Park                                      | Stephen Altman            | Anna Pinnock                   |               |
| Harry Potter and the Philosopher's Stone          | Stuart Craig              | Stephenie McMillan             |               |
| The Lord of the Rings: The Fellowship of the Ring | Grant Major               | Dan Hennah                     |               |
| 2003                                              |                           |                                |               |
| Chicago                                           | John Myhre                | Gordon Sim                     |               |
| Frida                                             | Felipe Fernández del Paso | Hannia Robledo                 |               |
| Gangs of New York                                 | Dante Ferretti            | Francesca Lo Schiavo           |               |
| The Lord of the Rings: The Two Towers             | Grant Major               | Dan Hennah Alan Lee            |               |
| Road to Perdition                                 | Dennis Gassner            | Nancy Haigh                    |               |
| 2004                                              |                           |                                |               |
| The Lord of the Rings: The Return of the King     | Grant Major               | Dan Hennah Alan Lee            |               |
| Girl with a Pearl Earring                         | Ben Van Os                | Cecile Heideman                |               |
| The Last Samurai                                  | Lilly Kilvert             | Gretchen Rau                   |               |
| Master and Commander: The Far Side of the World   | William Sandell           | Robert Gould                   |               |
| Seabiscuit                                        | Jeannine Oppewall         | Leslie Pope                    |               |
| 2005                                              |                           |                                |               |
| The Aviator                                       | Dante Ferretti            | Francesca Lo Schiavo           |               |
| Finding Neverland                                 | Gemma Jackson             | Trisha Edwards                 |               |
| Lemony Snicket's A Series of Unfortunate Events   | Rick Heinrichs            | Cheryl Carasik                 |               |
| Un Long Dimanche de Fiançailles                   | Aline Bonetto             | —                              |               |
| The Phantom of the Opera                          | Anthony D. G. Pratt       | Celia Bobak                    |               |
| 2006                                              |                           |                                |               |
| Memoirs of a Geisha                               | John Myhre                | Gretchen Rau                   |               |
| Good Night, and Good Luck                         | Jim Bissell               | Jan Pascale                    |               |
| Harry Potter and the Goblet of Fire               | Stuart Craig              | Stephenie McMillan             |               |
| King Kong                                         | Grant Major               | Simon Bright Dan Hennah        |               |
| Pride & Prejudice                                 | Sarah Greenwood           | Katie Spencer                  |               |
| 2007                                              |                           |                                |               |
| El laberinto del fauno                            | Eugenio Caballero         | Pilar Revuelta                 |               |
| Dreamgirls                                        | John Myhre                | Nancy Haigh                    |               |
| The Good Shepherd                                 | Jeannine Oppewall         | Leslie E. Rollins Gretchen Rau |               |
| Pirates of the Caribbean: Dead Man's Chest        | Rick Heinrichs            | Cheryl Carasik                 |               |
| The Prestige                                      | Nathan Crowley            | Julie Ochipinti                |               |
| 2008                                              |                           |                                |               |
| Sweeney Todd: The Demon Barber of Fleet Street    | Dante Ferretti            | Francesca Lo Schiavo           |               |
| American Gangster                                 | Arthur Max                | Beth A. Rubino                 |               |
| Atonement                                         | Sarah Greenwood           | Katie Spencer                  |               |
| The Golden Compass                                | Dennis Gassner            | Anna Pinnock                   |               |
| There Will Be Blood                               | Jack Fisk                 | Jim Erickson                   |               |
| 2009                                              |                           |                                |               |
| The Curious Case of Benjamin Button               | Donald Graham Burt        | Victor J. Zolfo                |               |
| Changeling                                        | James J. Murakami         | Gary Fettis                    |               |
| The Dark Knight                                   | Nathan Crowley            | Peter Lando                    |               |
| The Duchess                                       | Michael Carlin            | Rebecca Alleway                |               |
| Revolutionary Road                                | Kristi Zea                | Debra Schutt                   |               |

### Década de 2010
| Ano                                           | Filme                        | Diretor(es) de Arte            | Decorador(es) |
| --------------------------------------------- | ---------------------------- | ------------------------------ | ------------- |
| 2010                                          |                              |                                |               |
| Avatar                                        | Rick Carter Robert Stromberg | Kim Sinclair                   |               |
| The Imaginarium of Doctor Parnassus           | Anastasia Masaro Dave Warren | Caroline Smith                 |               |
| Nine                                          | John Myhre                   | Gordon Sim                     |               |
| Sherlock Holmes                               | Sarah Greenwood              | Katie Spencer                  |               |
| The Young Victoria                            | Patrice Vermette             | Maggie Gray                    |               |
| 2011                                          |                              |                                |               |
| Alice in Wonderland                           | Robert Stromberg             | Karen O'Hara                   |               |
| Harry Potter and the Deathly Hallows – Part 1 | Stuart Craig                 | Stephenie McMillan             |               |
| Inception                                     | Guy Hendrix Dyas             | Larry Dias Doug Mowat          |               |
| The King's Speech                             | Eve Stewart                  | Judy Farr                      |               |
| True Grit                                     | Jess Gonchor                 | Nancy Haigh                    |               |
| 2012                                          |                              |                                |               |
| Hugo                                          | Dante Ferretti               | Francesca Lo Schiavo           |               |
| The Artist                                    | Laurence Bennett             | Robert Gould                   |               |
| Harry Potter and the Deathly Hallows – Part 2 | Stuart Craig                 | Stephenie McMillan             |               |
| Midnight in Paris                             | Anne Seibel                  | Hélène Dubreuil                |               |
| War Horse                                     | Rick Carter                  | Lee Sandales                   |               |
| 2013                                          |                              |                                |               |
| Lincoln                                       | Rick Carter                  | Jim Erickson                   |               |
| Anna Karenina                                 | Sarah Greenwood              | Katie Spencer                  |               |
| The Hobbit: An Unexpected Journey             | Dan Hennah                   | Simon Bright Ra Vincent        |               |
| Les Misérables                                | Eve Stewart                  | Anna Lynch-Robinson            |               |
| Life of Pi                                    | David Gropman                | Anna Pinnock                   |               |
| 2014                                          |                              |                                |               |
| The Great Gatsby                              | Catherine Martin             | Beverley Dunn                  |               |
| 12 Years a Slave                              | Adam Stockhausen             | Alice Baker                    |               |
| American Hustle                               | Judy Becker                  | Heath Loeffler                 |               |
| Gravity                                       | Andy Nicholson               | Rosie Goodwin Joanne Woollard  |               |
| Her                                           | K. K. Barrett                | Gene Serdena                   |               |
| 2015                                          |                              |                                |               |
| The Grand Budapest Hotel                      | Adam Stockhausen             | Anna Pinnock                   |               |
| The Imitation Game                            | Maria Djurkovic              | Tatiana Macdonald              |               |
| Interstellar                                  | Nathan Crowley               | Gary Fettis                    |               |
| Into the Woods                                | Dennis Gassner               | Anna Pinnock                   |               |
| Mr. Turner                                    | Suzie Davies                 | Charlotte Watts                |               |
| 2016                                          |                              |                                |               |
| Mad Max: Fury Road                            | Colin Gibson                 | Lisa Thompson                  |               |
| Bridge of Spies                               | Adam Stockhausen             | Rena DeAngelo Bernhard Henrich |               |
| The Danish Girl                               | Michael Standish             | Eve Stewart                    |               |
| The Martian                                   | Celia Bobak                  | Arthur Max                     |               |
| The Revenant                                  | Jack Fisk                    | Hamish Purdy                   |               |
| 2017                                          |                              |                                |               |
| La La Land                                    | David Wasco                  | Sandy Reynolds-Wasco           |               |
| Arrival                                       | Patrice Vermette             | Paul Hotte                     |               |
| Fantastic Beasts and Where to Find Them       | Stuart Craig                 | Anna Pinnock                   |               |
| Hail, Caesar!                                 | Jess Gonchor                 | Nancy Haigh                    |               |
| Passengers                                    | Guy Hendrix Dyas             | Gene Serdena                   |               |
| 2018                                          |                              |                                |               |
| The Shape of Water                            | Paul Denham Austerberry      | Shane Vieau e Jeff Melvin      |               |
| Beauty and the Beast                          | Sarah Greenwood              | Katie Spencer                  |               |
| Blade Runner 2049                             | Dennis Gassner               | Alessandra Querzola            |               |
| Darkest Hour                                  | Sarah Greenwood              | Katie Spencer                  |               |
| Dunkirk                                       | Nathan Crowley               | Gary Fettis                    |               |
| 2019                                          |                              |                                |               |
| Black Panther                                 | Hannah Beachler              | Jay Hart                       |               |
| First Man                                     | Nathan Crowley               | Kathy Lucas                    |               |
| Mary Poppins Returns                          | John Myhre                   | Gordon Sim                     |               |
| Roma                                          | Eugenio Caballero            | Bárbara Enríquez               |               |
| The Favourite                                 | Fiona Crombie                | Alice Felton                   |               |

### Década de 2020
| Ano                            | Filme                           | Diretor(es) de Arte            | Decorador(es) |
| ------------------------------ | ------------------------------- | ------------------------------ | ------------- |
| 2020                           |                                 |                                |               |
| Once Upon a Time in Hollywood  | Barbara Ling                    | Nancy Haigh                    |               |
| 1917                           | Dennis Gassner                  | Lee Sandales                   |               |
| Parasite                       | Lee Ha-jun                      | Cho Won-woo                    |               |
| Jojo Rabbit                    | Ra Vincent                      | Nora Sopková                   |               |
| The Irishman                   | Bob Shaw                        | Regina Graves                  |               |
| 2021                           |                                 |                                |               |
| Mank                           | Donald Graham Burt              | Jan Pascale                    |               |
| Tenet                          | Nathan Crowley                  | Kathy Lucas                    |               |
| The Father                     | Peter Francis                   | Cathy Featherstone             |               |
| News of the World              | David Crank                     | Elizabeth Keenan               |               |
| Ma Rainey's Black Bottom       | Mark Ricker                     | Karen O'Hara e Diana Stoughton |               |
| 2022                           |                                 |                                |               |
| Dune                           | Patrice Vermette                | Zsuzsanna Sipos                |               |
| Nightmare Alley                | Tamara Deverell                 | Shane Vieau                    |               |
| The Power of the Dog           | Grant Major                     | Amber Richards                 |               |
| The Tragedy of Macbeth         | Stefan Dechant                  | Nancy Haigh                    |               |
| West Side Story                | Adam Stockhausen                | Rena DeAngelo                  |               |
| 2023                           |                                 |                                |               |
| All Quiet on the Western Front | Christian M. Goldbeck           | Ernestine Hipper               |               |
| Avatar: The Way of Water       | Dylan Cole e Ben Procter        | Vanessa Cole                   |               |
| Babylon                        | Florencia Martin                | Anthony Carlino                |               |
| Elvis                          | Catherine Martin e Karen Murphy | Bev Dunn                       |               |
| The Fabelmans                  | Rick Carter                     | Karen O'Hara                   |               |
| 2024                           |                                 |                                |               |
| Poor Things                    | James Price e Shona Heath       | Zsuzsa Mihalek                 |               |
| Barbie                         | Sarah Greenwood                 | Katie Spencer                  |               |
| Killers of the Flower Moon     | Jack Fisk                       | Adam Willis                    |               |
| Napoleon                       | Arthur Max                      | Elli Griff                     |               |
| Oppenheimer                    | Ruth De Jong                    | Claire Kaufman                 |               |
| 2025                           |                                 |                                |               |
| Wicked                         | Nathan Crowley                  | Lee Sandales                   |               |
| The Brutalist                  | Judy Becker                     | Patricia Cuccia                |               |
| Conclave                       | Suzie Davies                    | Cynthia Sleiter                |               |
| Dune: Part Two                 | Patrice Vermette                | Shane Vieau                    |               |
| Nosferatu                      | Craig Lathrop                   | Beatrice Brentnerová           |               |